# 小畫家 3D
小畫家 3D（Paint 3D）是微軟公司開發的繪圖軟體，可製作平面或立體繪圖。

## 沿革
2016年已有傳言指微軟公司正在開發一款新的繪圖軟件，以取代具有32年歷史、具品牌標誌性的傳統繪圖軟件小畫家。小畫家 3D首先在2016年10月26日微軟公司的「Windows 10創作者更新」（Windows 10 Creators Update）中正式亮相，此後只向業內人員開放預覽版。在發佈會上，微軟公司總經理梅根·桑德斯（Megan Saunders）親自演示了小畫家 3D的繪圖和分享功能。
2017年4月11日，微軟公司推出「Windows 10創作者更新」的正式版，改為在Windows商店廣泛發行小畫家 3D，供一般使用者下載。同時，微軟公司亦宣佈，未來的Windows 10作業系統將會以小畫家 3D來取代小畫家。
2017年7月24日，微軟公司預告會在秋季更新中停用小畫家，并在Build 14971和14986中短暂地移除，但最終決定讓兩者共存。一些傳媒把小畫家 3D稱為「新版小畫家」或「升級版小畫家」，但小畫家 3D並不是小畫家正式的更新版本，兩者亦有差異。

### 停止维护
从2024年11月4日开始，画图3D在Microsoft Store中将不可用，并且不再接受将来的更新。

## 介面
小畫家 3D的介面與觸控螢幕相容，而且是全新設計，外觀比小畫家更時髦。軟件初始會顯示歡迎介面，設有兩個介紹視頻。繪圖介面左上方有通用應用風格的選單，右方有工具選單，上方工具列有各種繪圖功能按鈕。繪圖介面的作業區預設有一個白色平面空間，名為「畫布」，用來繪製平面圖形，使用者可以把畫布刪除。點擊立方體按鈕可以進入3D繪圖介面，此時右邊會出現各款立體圖形的選單，使用者可把立體圖形拖曳到作業區，隨後用上方的按鈕來調整圖形外觀。

## 功能

### 立體繪圖
小畫家 3D提供球體、長方體等幾何立體圖形，使用者可以使用這些圖形，也可透過立體塗鴉功能來繪製立體物件，由零開始創造立體作品。原有的「鉛筆」功能可以在立體圖形上使用。使用者亦能透過內置功能來瀏覽線上立體素材庫Remix 3D和SketchUp，從素材庫匯入立體物件（例如建築物模型、Minecraft遊戲方塊等）或貼圖，放進自己的立體作品裡。此外，使用者可在流動裝置下載專屬的應用程式，用360度繞圈拍攝的方法來掃描現實物體，匯入到小畫家 3D內。不過，小畫家 3D不能把平面圖片完全立體化。

### 平面繪圖
小畫家 3D保留了一些舊有的平面繪畫和修圖功能，同時加入了照片去背功能「Magic Select」。

### 立體作品匯出和分享
小畫家 3D能配合3D打印機器，把使用者創作的立體作品輸出為實物，而使用者也可透過軟件來聯繫3D打印商家。軟件亦可以配合Microsoft HoloLens設備，讓使用者透過擴張實境技術來檢視立體作品。使用者可以用內置分享功能，把立體作品分享到專屬素材庫Remix 3D或社交網絡（如Facebook）。

## 評價
美國電腦科技雜誌《PCMag》作者邁克爾·莫克莫爾（Michael Muchmore）對小畫家 3D給予3.5/5分的評分，並評為「良好」級；評論讚揚此軟件有簡易立體創作和編輯、線上立體成品分享、回看創作過程三項功能，但批評軟件不能把平面圖片立體化、尚未推出立體掃描應用程式、以及沒有標準修圖功能。
《PC World》作者馬克·哈克曼（Mark Hachman）讚揚小畫家 3D的立體創作功能，形容「創作好看的立體場景從未如此有趣」，但批評軟件的歡迎介面未如理想，又擔心軟件会耗用过多的中央處理器和隨機存取記憶體資源。